# Enzo Mini
(Enzo Mini)
Enzo Mini (Pesaro, 15 giugno 1920 – Rimini, 12 luglio 1946) è stato un marinaio e militare italiano. 
appartenente al Reggimento "San Marco".

## Biografia
Richiamato alla leva con l'entrata in guerra dell'Italia, fu assegnato al Reggimento "San Marco" di stanza a Pola e successivamente a Pesaro, sua città natale. Superato il corso da ufficiale venne destinato con il grado di sottotenente di artiglieria a Casale Monferrato. Qui, dopo pochi mesi, si offrì volontario per essere assegnato ad un reparto speciale in costituzione a Livorno: dopo essere stato selezionato ed essere stato sottoposto ad un durissimo addestramento venne nominato comandante della 2ª Compagnia del "Bafile", Reparto Speciale, ed inviato nel novembre 1942 ad occupare la Corsica e il porto di Tolone, per contrastare le forze della Francia Libera, ed infine, all'inizio del 1943, in Sardegna.

Nel frattempo il suo reparto speciale assume ufficialmente la denominazione "NP" (Nuotatori Paracadutisti), specificamente destinato ad azioni e colpi di mano anfibi.
L'armistizio lo colse durante lo svolgimento di una missione presso le coste africane. Nel generale clima di sbandamento, il Reparto NP rimase fedele al giuramento prestato "al Re ed alla Patria", senza defezioni, ed alla fine del 1943 venne richiesta la sua collaborazione in qualità di forza cobelligerante dagli alleati, "che ben conoscevano il nostro reparto dalle informazioni del loro servizio segreto": da quel momento il Reparto NP passò agli ordini di ufficiali americani dell'O.S.S.
Nei primi mesi del 1944 fu trasferito per ulteriore addestramento a Taranto presso la sede dei Mezzi d'Assalto della Regia Marina, poi a Napoli ed infine definitivamente destinato operativamente al fronte adriatico, in coordinamento con OSS MU (Maritime Unit) americano.
Tra le operazioni più importanti da lui comandate svolte sul fronte adriatico va segnalata la "Operation Packard", l'avventuroso sbarco e reimbarco alle spalle della Linea Gotica, in località Casteldimezzo, pochi giorni prima del suo sfondamento (avvenuto il 2 settembre 1944), dove in diretto raccordo con locali partigiani pesaresi e romagnoli verranno raccolte preziose informazioni sulla consistenza delle forze tedesche ed in particolare il recupero di una mappa delle fortificazioni relative ad un tratto lungo 40 chilometri, che verrà consegnato al Comando alleato delle forze della VIII Armata.

Nei mesi successivi effettuò altre missioni nell'area ravennate e veneta, in raccordo con i reparti speciali inglesi della P.P.A. ed elementi partigiani della 28ª Brigata Garibaldi "Mario Gordini", che si concluderanno con l'entrata a Venezia il 30 aprile del Reparto NP, unico contingente di truppe appartenente all'esercito italiano ad entrare nella città liberata.
Morì poco dopo la fine della guerra, nel 1946, durante un'operazione di sminamento subacqueo nel porto di Rimini per la quale, ancora una volta, si era offerto volontario.

## Onorificenze
Due Medaglie d'argento al valor militare
 Medaglia di bronzo al valor militare
 Croce di guerra al valor militare